# Tom Clancy's Splinter Cell: Blacklist
Tom Clancy's Splinter Cell: Blacklist è il sesto episodio della serie di videogiochi Splinter Cell realizzato da Ubisoft per PC, Xbox 360, PlayStation 3 e Wii U. In vendita dal 22 agosto 2013. È stato annunciato durante l'E3 2012.

## Riassunto
In questo nuovo capitolo Sam Fisher, pur avendo trovato la figlia, si batterà ancora contro forze segrete per salvare il mondo.
Con il mandato ufficiale del Presidente degli Stati Uniti, Sam crea una nuova unità Echelon: Anna “Grim” Grimsdottir è la responsabile tecnica delle operazioni, l'agente della CIA Isaac Briggs fornisce potenza di fuoco supplementare e l'hacker Charlie Cole completa la squadra di supporto. La 4th Echelon è un'unità mobile che dispone di risorse illimitate e una tecnologia all'avanguardia, con la propria base operativa a bordo di un aereo stealth, il Paladin. Sam e il team Echelon si trovano a dover fronteggiare una serie di attacchi terroristici sotto il nome di "Blacklist" organizzati e attuati dagli "Ingegneri", un gruppo terroristico comandato da Majid Sadiq. Parlando invece con i compagni di Sam si potranno avviare delle missioni secondarie giocabili in solitaria o in cooperativa.

## Trama
Il gioco inizia alcuni mesi dopo l'assedio su Washington D.C da parte della Black Arrow e il fallito assassinio del presidente USA da parte dei capi di Third Echelon, ora sciolta a causa degli attentati portati avanti dal suo direttore, sfruttando le squadre segrete di Splinter Cells. Sam Fisher e sua figlia sono tornati ad una vita normale e Fisher ora lavora insieme al suo miglior amico Vic Coste in una corporazione mercenaria privata, la Paladin Nine Security, che accetta contratti di difesa per i governi di tutto il globo. Fisher e Coste si preparano a decollare dalla base aerea americana di Guam, nelle Filippine, per una nuova missione per la corporazione, quando improvvisamente diversi edifici della base e molti dei caccia parcheggiati esplodono improvvisamente. Per tutta la base iniziano a scoppiare scontri a fuoco e un gruppo di terroristi fa irruzione nella struttura, uccidendo il personale militare impreparato e disorientato dall'attacco. Fisher e Coste aiutano nella difesa della base e uccidono parecchi terroristi, ma nel combattimento Coste viene gravemente ferito da una granata, e viene in seguito ricoverato. Fisher in seguito ritorna negli Stati Uniti e incontra una sua vecchia conoscenza, Anna Grìmsdottir, che lo informa che il presidente Caldwell lo rivuole rendere operativo per guidare una nuova unità segreta, Fourth Echelon, e dare la caccia ai responsabili dell'attacco a Guam. Nel frattempo i terroristi che hanno attaccato Guam rendono pubblico su internet un video di svariati minuti in cui viene filmata la strage contro i militari statunitensi a Guam: i terroristi si identificano come gli Ingegneri, e il loro capo richiede che l'America ritiri tutti i 350.000 soldati americani sparsi in tutto il mondo al di fuori dei loro confini. Se queste richieste non saranno soddisfatte, gli Ingegneri lanceranno un nuovo attacco contro l'America e i suoi interessi, ogni settimana, con l'intento di uccidere quanti più americani possibile. Fisher accetta di formare la nuova squadra e inizia a dare la caccia agli Ingegneri. Fourth Echelon usa come base l'aereo militare Paladin ed è formata da Fisher, Grim (responsabile operazioni), Charlie (specialista informatico) e Briggs (un altro Splinter Cell).
All'inizio non sembrano esserci indizi che possano aiutare Fisher e i suoi a trovare gli Ingegneri: i posti in cui nascondersi sono troppi e Fourth Echelon non ha piste da seguire per catturali. Improvvisamente però, Grim scopre che un trafficante d'armi, Andry Kobin (personaggio già apparso nel capitolo precedente della serie), si è volontariamente consegnato a degli agenti CIA in Libia, e promette di dare informazioni sugli Ingegneri in cambio di protezione. Fisher raggiunge subito Bengasi e cerca Kobin, ma gli agenti americani che lo dovevano proteggere sono stati tutti uccisi dalla milizia locale, così Charlie hackera il cellulare di Kobin e scopre che gli agenti della CIA l'avevano accolto in un rifugio in città, ma la milizia in qualche modo l'aveva scoperto e aveva fatto un raid al rifugio, uccidendo gli agenti e catturando Kobin. Fisher raggiunge quindi Kobin, tenuto prigioniero in una stazione di polizia vicina, e si fa strada tra i miliziani fino al punto d'estrazione. Una volta sul Paladin, Kobin rivela che poche settimane prima dell'attacco su Guam un cliente "ben pagante" l'aveva contattato per armare molti uomini, in preparazione di un grande attacco. Kobin non sa chi fossero, ma dice che il cliente si vantasse molto del fatto che le armi sarebbero state usate per condurre un grosso attacco ad una base militare americana, operazione considerata folle, il che riconduce subito agli Ingegneri. Charlie riesce a risalire al conto bancario usato per pagare Kobin dopo la consegna delle armi necessarie: il bonifico arrivato per pagare Kobin per le armi è partito da Mirawa, in Iraq, da una zona che poi effettivamente si scoprirà ospitare un grosso campo di terroristi nascosti. Fisher si infiltra nel campo e riesce a trovare Jadid, un ex agente dell'MI6 inglese ricercato perché scoperto a fare il doppio gioco con gli Ingegneri, che ha fatto partire personalmente i soldi per Kobin. Jadid si suicida per non farsi interrogare, ma Fisher per fortuna scopre che c'è una connessione dati non protetta che trasmette dati militari nel campo stesso: quasi sicuramente una linea dati degli Ingegneri. Fisher si fa strada fino all'edificio da cui proviene la trasmissione, e scopre che all'interno gli Ingegneri hanno brutalmente giustiziato un soldato americano catturato a Guam. L'esecutore si rivela essere il capo degli Ingegneri, tale Majid Sadiq, ma la squadra non dispone di molti altri dati su di lui, e Fisher viene evacuato dal campo, che viene subito conquistato dalle squadre Navy Seals mandate sul posto. 
Fourth Echelon è finalmente riuscita a individuare il capo degli Ingegneri, ma la situazione degenera e nel frattempo la squadra deve affrontare un problema più impellente: due settimane sono passate ed è giunto il giorno del secondo attacco predetto dagli Ingegneri: Consumi Americani. Qui la squadra si trova ad un bivio: gran parte delle agenzie d'intelligence americane pensano che il bersaglio dell'attacco sia a Dallas, e Briggs e Grim vorrebbero andare li per sventare l'attacco, ma Charlie ha scoperto che c'è un grosso gruppo di uomini sospettati di essere Ingegneri che sono atterrati il giorno prima a Chicago, tutti assieme, questo fa pensare che siano la squadra radunata da Sadiq per sferrare il primo attacco contro l'America. Fisher decide di fidarsi di Charlie e la squadra vola a Chicago, contro il parere di tutti tranne che di Charlie e Fisher. Una volta sul posto, Fisher scopre che gli stessi uomini tenuti d'occhio da Charlie hanno attaccato il porto di Chicago e hanno preso molti ostaggi, e che le squadre SWAT della polizia si stanno preparando a entrare per liberare la zona. Fisher neutralizza le bombe attaccate agli ostaggi e le SWAT entrano in azione dopo che si è dileguato. Fisher quindi scopre il vero obiettivo degli Ingegneri: una parte di Ingegneri ha percorso un tunnel fognario che porta all'impianto di filtraggio dell'acqua, per avvelenare le scorte idriche cittadine con una letale malattia, così gli altri Ingegneri hanno preso gli ostaggi solo per distrarre le SWAT dal vero obiettivo dell'attacco. Fisher però penetra nell'impianto e riesce a fermare appena in tempo la contaminazione, fermando il flusso avvelenato indirizzato alla città. La mossa di Fisher si è dunque rivelata giusta e l'attacco è stato sventato con successo. Grim a questo punto ha un piano: diffonde su internet la notizia della cattura di Kobin, che era il principale fornitore di armi degli Ingegneri, e Fourth Echelon scopre che l'indirizzo di posta elettronica di un certo Reza Nouri, un noto agente del terrore in Sudamerica, si è riempita in poche ore di avvertimenti della cattura di Kobin: è un segno inequivocabile che Nouri è invischiato con gli Ingegneri. Fisher penetra nella tenuta di Nouri e stacca la corrente per farlo rifugiare nella sua panic room personale: così Fisher riesce ad entrare e a catturarlo, ma proprio in quel momento, delle truppe speciali iraniane, la Forza Quds, fanno irruzione nella villa e massacrano le guardie di Nouri. Fisher le elimina e scappa con Nouri, dopodiché lo lascia libero di andare, anche se in realtà gli ha prima messo sotto controllo il telefono e il computer sperando di estrapolare altre informazioni dai suoi contatti segreti. Si scopre che Nouri è in realtà un ricchissimo agente del terrore iraniano, che ha usato i suoi contatti nel governo iraniano per procurare a Sadiq degli specialisti di varia natura, da mandargli per sferrare i suoi attacchi all'America. Grim analizza nel frattempo tutti i dati strappati da Nouri e li dà in pasto all'IMS, il sistema d'analisi digitale usato per tracciare le persone nel mondo: si scopre che tutti gli specialisti forniti da Nouri a Sadiq, cecchini, biologi, chimici e agenti tecnici, si stanno radunando a Londra, e hanno intenzione di vedersi la sera dopo in un complesso industriale abbandonato: la faccenda puzza parecchio e Fisher e Briggs vengono mandati a controllare. 
La sera dopo infatti, Fisher si infiltra nella fabbrica e scopre che gli Ingegneri stanno sistemando in dei camion un ignoto carico che dalle bolle di spedizione sembra avere a che fare con il prossimo attacco degli Ingegneri, svelato da poco(Libertà Americana). Fisher si intrufola e piazza un tracciante nei contenitori nei camion: è ignaro del fatto che i contenitori siano in realtà bombe con all'interno il VX, una variante più virulenta del gas nervino, la stessa usata nel primo attacco a Chicago. Fisher scopre infatti che gli Ingegneri vogliono usare il VX a New York, facendolo detonare nei treni della metro e uccidendo le centinaia di migliaia di pendolari in città. Fisher si è però esposto troppo al VX quando inseriva la cimice e viene avvelenato. Perde conoscenza per gli effetti, ma in punto di morte Briggs entra nella fabbrica e lo salva dagli uomini di Sadiq. Tornati sul Paladin, i membri della squadra si preparano a sventare il prossimo attacco, Libertà Americana, che come previsto avverrà a New York e ucciderà moltissime persone. Nel frattempo Fisher rimprovera Briggs per averlo recuperato la sera prima: anche se l'ha salvato, Briggs ha fatto saltare la sua copertura e ha messo in allerta gli uomini di Sadiq, dandogli il tempo di scappare, e gli raccomanda di non entrare mai più in azione senza il suo segnale. Dopodiche Fisher si intrufola nel ministero della difesa iraniano: i dati raccolti a Londra infatti indicano che dietro gli attacchi degli Ingegneri ci sarebbe l'Iran, e che quasi tutti gli Ingegneri hanno nomi iraniani. Dopo una rocambolesca incursione nella struttura supersorvegliata, Fisher scappa e da tutti i dati raccolti a Grim. I dati dei dossier degli iraniani confermano che Sadiq è di passaporto iraniano, ma smentiscono che gli Ingegneri siano una creazione dell'Iran come sotterfugio per organizzare attentati contro l'America, e confermano che il governo iraniano non sa niente degli Ingegneri. Pertanto, l'identità degli Ingegneri rimane ancora un mistero. Frattanto la squadra nota che il tracciante sulle bombe si sta fermando, e che la bomba è quindi già in posizione in territorio americano. Fisher e Briggs si infiltrano nel deposito dei treni e disarmano le bombe in posizione. A questo punto inseguono il leader del gruppo dell'attacco, ma dopo una violenta sparatoria il leader si trova in trappola tra Fisher, Briggs e la polizia di New York e si suicida piuttosto che farsi catturare vivo. La squadra a questo punto viene a sapere che Reza Nouri, lasciato libero da Fisher dopo averlo catturato, è stato trovato e catturato da una squadra di SEALs, ed è stato portato a Guantanamo Bay, una prigione militare americana a Cuba, e sta vendendo false informazioni alla CIA dicendo che dietro gli Ingegneri ci sia in realtà l'Iran, distraendo l'America dal reale nemico, Sadiq. Fisher si intrufola a Guantanamo e interroga Nouri, avendo conferma che Sadiq l'ha fatto catturare così che lui depistasse gli americani e facesse credere nella colpevolezza dell'Iran, facendo scoppiare la Terza Guerra Mondiale. Fisher quindi evade da Guantanamo e sventa un attacco degli Ingegneri contro l'aereo di Fourth Echelon. Poche ore dopo la squadra nota che è giunto il momento di un altro attacco degli Ingegneri: Benzina Americana. Gli Ingegneri hanno dirottato infatti una petroliera e l'hanno fatta schiantare contro una gigantesca raffineria, disattivando i sistemi di contenimento delle fiamme e attaccando le squadre d'emergenza per fare in modo che le fiamme si propaghino indisturbate. Fisher arriva prontamente sul luogo e insieme ad una squadra SEAL arrivata sul posto si fa strada sino al cuore della raffineria, dove insegue un leader degli Ingegneri, che scappa su un'ambulanza appena vede Fisher. Charlie hackera il sistema di sicurezza della raffineria e fa alzare dei dissuasori per fermare l'ambulanza. Così Fisher sale e interroga il leader nei suoi ultimi atti di vita: il vero piano di Sadiq e di creare panico con gli attacchi terroristici, aspettare finché il presidente non dichiara lo stato d'emergenza e poi sequestrarla quando si ritira nel bunker di continuità di governo. 
Fisher e la squadra volano a Denver per fermare Sadiq, ma arrivano troppo tardi: il bunker è sotto il controllo degli Ingegneri che hanno sopraffatto il personale di sicurezza e sequestrato le personalità importanti dello Stato. La Delta Force irrompe nel bunker per uccidere gli Ingegneri e nel frattempo Fisher ingaggia un duro scontro con Sadiq, battendolo. Sadiq dice di aver già vinto: se verrà ucciso, le nazioni che sostengono gli Ingegneri insorgeranno contro l'America mentre se sarà imprigionato, Sadiq cercherà in tutti i modi di rivelare i segreti che conosce al mondo sugli Stati Uniti. Fisher quindi lascia un coltello e una scia di sangue dove ha sconfitto Sadiq per far credere che sia fuggito, e lo fa catturare dai soldati della Delta Force, che lo portano a Guantanamo Bay per essere torturato, mentre il presidente fa credere al mondo che Sadiq sia semplicemente scomparso, e che non si sa se sia morto o vivo, impedendo che i segreti degli americani vengano rivelati e scongiurando i rischi che i paesi dietro gli Ingegneri possano insorgere.

## Modalità di gioco
In questo nuovo capitolo della serie, Sam potrà sfruttare l'opzione Uccisione In Movimento per eliminare con assoluta precisione i nemici marcati in un'unica sequenza letale. Lo Scatto Attivo gli consentirà poi di attraversare lo scenario in modo semplice e naturale, scalando le pareti e superando eventuali ostacoli per raggiungere il suo prossimo bersaglio mentre continua a muoversi. Per quanto riguarda l'equipaggiamento, diverse sono le novità, ma ritroviamo anche le versioni riviste di alcune armi tradizionali. Tra i gadget, l'ultima versione del cavo ottico e del trirotore, che consente a Sam di perlustrare una zona, marcare i bersagli a distanza, distrarre i nemici o causare potenti esplosioni. Immancabili i proiettili elettrici e il coltello dalla lama ricurva Karambit per gli scontri corpo a corpo.
La novità principale introdotta in Blacklist riguarda le modalità di gioco: FANTASMA, ASSALTO e PANTERA. Ognuna delle 3 modalità rispecchia uno stile di gioco. In base al proprio comportamento nel corso della missione, durante il rapporto finale verranno assegnati dei punti: punti Fantasma nel caso in cui il giocatore scelga di non uccidere nessuno o di aggirare i nemici; punti Pantera nel caso in cui il giocatore scelga di eliminare i nemici senza farsi scoprire; punti Assalto nel caso in cui si scelga uno stile di gioco tipico degli sparatutto (nello stile di Splinter Cell Conviction). Ottenendo una grande quantità di punti in una delle tre categorie si "dominerà" la categoria stessa.
Reintrodotta, rispetto a Conviction, la possibilità di spostare i cadaveri e nasconderli, e la possibilità di scegliere tra approccio letale e non letale.
Il gameplay è fluido e riprende solo 2 elementi di Conviction : il "marca e colpisci" e l'ultima posizione nota. Da sottolineare però che questi due elementi nella difficoltà PERFEZIONISTA sono assenti. 
La tuta, i visori, i gadget e le armi sono completamente personalizzabili, con la possibilità di ampliare il proprio set effettuando acquisti con il denaro guadagnato alla fine delle missioni.

## Ritorni alle origini
- Il gioco prevede un ritorno alle origini dal punto di vista del gameplay, infatti è possibile completare tutto il gioco senza mai essere scoperti
- Reinserita la possibilità di spostare corpi
- Reinserita la possibilità di scegliere tra attacchi letali e non letali dove quelli non letali incrementano il punteggio
- Ora Sam Fisher opera con una squadra per conto dell'America a differenza del capitolo precedente in cui Sam agiva per interesse personale
- Reinserito il visore notturno e termico sostituito in precedenza da quello sonar
- Nella versione italiana Sam è doppiato da Luca Ward, doppiatore originario della serie
- Reinserita la valutazione tramite punteggio a fine missione
- Sam chiamerà la figlia di tanto in tanto per sapere come sta, tenendo però riservate le informazioni riguardo alla missione che sta eseguendo, esattamente come accadeva nelle sequenze filmate dei primi capitoli della serie
- Reinseriti gli obiettivi secondari durante lo svolgimento delle missioni
- In una delle missioni il personaggio giocabile indosserà un passamontagna come nei primi capitoli della serie
- Reinserita la possibilità di operare con un compagno in rete locale o online
- Il multiplayer ritorna alle origini con un classico Spie vs Mercenari 2vs2 oltre alle modalità aggiunte durante tutti i capitoli della serie

## Missioni
Le Missioni si suddividono in principali, secondarie e Gone Dark. 
| Tipologia missione | Quantità missioni |
| ------------------ | ----------------- |
| Principali         | 12                |
| Secondarie         | 14                |
| DLC                | 2                 |
| Gone Dark          | Infinite          |

### Principali
Sono missioni della campagna principale del gioco 
- Blacklist Zero: Non è una vera e propria missione dato che si può anche saltare tramite il menù di pausa, è più un tutorial che spiega al giocatore le basi del gioco. Sam e Vic sono in una missione di ricognizione a bordo di un elicottero, ad un tratto assistono ad un'esplosione al suolo e l'elicottero viene abbattuto, i due si ritrovano senza armi a dover scoprire l'origine dell'esplosione, fino ad arrivare a capire che si tratta della Blacklist (gruppo terroristico)
- Rifugio: Fourth Echelon deve prelevare il trafficante d'armi Andriy Kobin tenuto prigioniero in una base militare per interrogarlo
- Base ribelle: Fourth Echelon deve trovare un misterioso trafficante di armi nonché acquirente di Kobin, Inoltre Fourth Echelon scopre che il leader della Blacklist è Majeed Sadiq
- Consumi americani: Nonostante il presidente abbia dato l'ordine a Fourt Echelon di ispezionare una base nemica a Dallas, la squadra decide di cambiare obiettivo e di andare a Chicago supponendo che sia in corso un attacco Blacklist
- Villa privata: Fourth Echelon presume che Reza Nouri collabora con la Blacklist e che abbia informazioni molto importanti su di essa, quindi Sam deve recarsi nella sua villa privata per interrogarlo.
- Fabbrica abbandonata: Tramite Nouri Fourth Echelon scopre che la Blacklist sta operando in una fabbrica abbandonata situata a Londra, e durante la missione si scopre che la Blacklist è in possesso di un'arma chimica, Sam piazza un tracciante sull'arma chimica e prova ad andarsene
- QG Missioni speciali: Fourth Echelon sospetta che l'Iran sia collegato in qualche modo alla Blacklist quindi Sam si infiltra nel QG Missioni speciali per scoprire i legami tra l'Iran e la Blacklist tramite un generale costretto a collaborare
- Rimessa treni: Il tracciante piazzato sull'arma chimica da Sam porta Fourth Echelon in una rimessa treni in suolo americano per sventare l'attacco terroristico
- Struttura di detenzione: Fourth Echelon scopre che Nouri è stato arrestato ed è tenuto prigioniero nella struttura di detenzione a Guantanamo, Sam deve fingere di finire arrestato per poter infiltrarsi nella struttura di detenzione e scoprire se Nouri (sotto ordine di Sadiq) ha passato informazioni false sugli Stati Uniti a delle guardie che lo hanno interrogato
- Pista di atterraggio: A Guantanamo Fourth Echelon ha scoperto tramite Nouri che Sadiq sapeva tutto di Fourth Echelon e che stava per attaccare il Paladin (Aereo e QG di Fourth Echelon mobile) quindi la squadra deve respingere le forze armate della Blackist
- Impianto Gas: Fourth Echelon scopre che la Blacklist sta attaccando Sabine Pass, la più grande raffineria nella costa del golfo, quindi tentano di sventare l'ennesimo attacco Blacklist
- Bunker F: Per la seconda volta Fourth Echelon disobbedisce al presidente, infatti nonostante il presidente ha ordinato di interrompere la missione e di tornare a casa, Fourth Echelon pensa che Sadiq stia agendo a Denver, quindi la squadra si dirige al Bunker F e mettono finalmente fine alla Blacklist

### Secondarie
Sono missioni che si possono giocare anche in cooperativa online o in rete locale e sono suddivise in varie tipologie:
- Missioni di Grim: Sono 3 missioni in totale. Le missioni di Grim consistono nel completare 3 obiettivi diversi senza mai farsi notare o fallirà la missione e se si fallisce si dovrà ricominciare tutto da capo. Le missioni sono: Fortezza di Hawkins; Oltre il confine; La tana degli Hacker.
- Missioni di Kobin: Sono 3 missioni in totale. Le missioni di Kobin consistono nell'eliminare tutti i nemici in due livelli differenti separati da un checkpoint. Se essere letali o no spetterà al giocatore, ma se si viene scoperti i nemici chiameranno i rinforzi. Le missioni sono: Piantagione d'oppio; Mercato del pesce; Miniera di diamanti.
- Missioni di Charlie: Sono 4 in totale. Le missioni di Charlie consistono nel difendere una zona attaccata da nemici in continuazione l'intera missione è suddivisa in varie ondate, ad ogni 5 ondate si avrà la possibilità di annullare la missione e portare a casa il punteggio ottenuto, in caso di sconfitta il gioco ripartirà dall'ondata stessa in cui si è morti. Le missioni sono: Ambasciata pakistana; Ambasciata svizzera; Ambasciata egiziana; Ambasciata russa.
- Missioni di Briggs: Sono 4 in totale. Le missioni di Briggs sono disponibili solo se giocate in coop con un compagno online oppure in rete locale, consistono nello svolgere obiettivi nella stessa modalità della storia principale. Le missioni sono: Contrabbandieri; Base missilistica; Stazione Voron; Città abbandonata.

### Gone Dark
Sono missioni esclusive per l'online, senza una connessione ad internet non è possibile giocarle. Non sono missioni giocabili, bensì missioni enigmatiche in cui bisogna leggere con attenzione ciò che i vari membri di Fourth Echelon scrivono a Sam, in queste lettere scritte sono celati degli indizi che il giocatore deve scoprire, questi indizi sono riferimenti ad una nazione, paese, città. Dopo aver capito bene tramite dettagli nascosti nella lettera in che zona dell'intero pianeta si dovrà andare, si dovrà portare il cursore della mappa sulla zona capita e si completerà automaticamente l'obiettivo. Alla fine, dopo che abbiamo trovato la zona nascosta, il gioco ci darà due opzioni da scegliere, per esempio: UCCIDI IL BERSAGLIO oppure ARRESTA IL BERSAGLIO. Scegliendo l'opzione corretta, la velocità di aumento del livello nel multiplayer online aumenterà del 5%. Anche qui per sapere qual è l'opzione corretta da scegliere bisognerà leggere le lettere scritte con molta attenzione. Ogni missione avrà 3 o 4 lettere che ci indicheranno la zona nel pianeta dove andare e solamente dopo averle decifrate tutte si potrà scegliere una delle due opzioni che il gioco ci offrirà. Inoltre le missioni saranno casuali e diverse tra i giocatori e quindi non è possibile stabilire un elenco, e vengono aggiornate ogni tot di ore.

### DLC
Si tratta di una missione acquistabile. Questa missione consiste nel completare 3 obiettivi senza farsi scoprire o fallirà la missione, esattamente come una semplice missione di Grimsdottir. La missione è: Yacht del milionario.
La seconda invece è una missione speciale di Kobin dove, come nelle altre bisogna eliminare i bersagli con tecniche letali o non per poter liberare l'area. La missione è detta "Mar Morto".

## Sviluppo
Nel novembre 2010 Jade Raymond di Ubisoft Toronto annunciò che lo studio era al lavoro su un nuovo episodio della serie Splinter Cell. Le mosse per i combattimenti corpo a corpo sono state registrate nel Motion Capture ed eseguite da Eric Johnson e Kevin Secours (specialista di Ju-Jitsu); non solo le mosse ma anche le scene e la voce sono state registrate con il Motion Capture: Eric Johnson interpreta Sam Fisher, Kate Drummond interpreta Anna "Grim" Grimsdottìr,David Reale interpreta Charlie Cole e Dwain Murphy interpreta Isacc Briggs: tutte le scene sono state coordinate e dirette da David Footman e moderate da Ajay Fry.

## Multiplayer
Come già visto per i capitoli "Pandora Tomorrow" e "Chaos Theory", il multiplayer di Splinter Cell Blacklist si divide in:
- Spie contro Mercenari (vecchio stile) 2 contro 2
- Cooperativa (2 giocatori).

Inoltre sono state aggiunte delle nuove modalità come:
- Spie contro Mercenari (nuovo stile) 4 contro 4
- Deathmatch a squadre
- Estrazione dati

In spie contro mercenari, le spie hanno la visuale in terza persona e il loro compito è quello di sabotare i vari computer sparsi nella mappa, questi sono muniti di flashbang; fondamentali per scappare una volta scoperti. I mercenari, invece, devono opporre resistenza e impedire alle spie di sabotare i computer.
In cooperativa possono esser giocate le 14 missioni secondarie (9 delle quali possono essere completate anche in singolo, sebbene il livello di difficoltà aumenti in maniera sensibile, e giocando queste in singolo si avranno, inoltre, approcci alle stanze in maniera diversa, non avendo appunto una spalla). L'obiettivo di ogni missione è diverso, e questo non fa altro che ampliare la durata e la spettacolarità del capitolo, a seconda del personaggio con cui si sta parlando. Ovviamente ogni membro della squadra che concede, chiede diverse missioni, chiederà approcci ed obiettivi distaccati e diversi.